# Harapan Bangsa-stadion
Het Harapan Bangsa-stadion (ook Jakabaring-stadion) is een multifunctioneel (voetbal)stadion in Banda Atjeh, Atjeh, Indonesië. Het stadion wordt vooral gebruikt voor voetbalwedstrijden.
Het stadion heeft een capaciteit van 40.000 personen.